# 辛秘
辛 秘（しん ぴ、757年 - 821年）は、唐代の官僚・軍人。本貫は隴西郡。

## 経歴
若くして学問をたしなんだ。貞元年間、五経科と開元礼科に重ねて登第し、華原県尉に任じられた。試験で成績優秀だったことから、長安県尉に転じた。太常寺卿の高郢の推薦により、太常寺博士に任じられた。太常寺博士を兼ねたまま、祠部員外郎・兵部員外郎を歴任した。山陵礼儀使と郊丘礼儀使において、いずれも判官をつとめた。
元和元年（806年）、辛秘は湖州刺史に任じられた。元和2年（807年）、李錡が反乱を起こすと、辛秘は兵数百人を率いて反乱軍を迎え撃ち、撃破した。二度流れ矢に当たって落馬したが、立ち上がって再び戦い、反乱軍の将を斬り、反乱軍の陣営を焼いて、湖州を守り切った。
河東節度使の范希朝が全軍を率いて王承宗を討つと、辛秘は河東行軍司馬として召し出され、留守の事務を委ねられた。ほどなく長安に召還されて左司郎中に任じられ、汝州刺史として出向した。
元和9年（814年）、辛秘は召還されて諫議大夫に任じられ、常州刺史に転じた。選抜されて河南尹となった。
元和12年（817年）、辛秘は検校工部尚書に任じられた。郗士美に代わって潞州大都督府長史・御史大夫となり、昭義軍節度使・沢潞磁洺邢等州観察使をつとめた。このとき再び王承宗の討伐があり、潞州の出費は莫大なものとなった。辛秘は兵乱の後の財政の改善を命じられ、およそ4年で府庫に銭70万貫を蓄えた。
元和15年12月11日（821年1月18日）、辛秘は死去した。享年は64。尚書左僕射の位を追贈された。諡は昭といった。

## 伝記資料
- 『旧唐書』巻157 列伝第107
- 『新唐書』巻143 列伝第68